# Хаора
Ха́ора, ранее Ха́ура, Гоурах — промышленный индийский город, центр муниципального округа Хаора, в Западной Бенгалии. Расположен на реке Хугли — одном из рукавов Ганга.
Хаора является городом-побратимом Колкаты (Калькутты) которая расположена на противоположном берегу реки, города связаны между собой двумя мостами (Хаора и Видьясагар-Сет) и паромным сообщением.
Город занимает второе место по количеству населения в Западной Бенгалии.

## Этимология
Название города произошло от бенгальского слова «хаур», что означает заболоченное, унылое место.

## История
История Хаоры восходит к XVI веку. Венецианский исследователь Цезарь де Федеричи, посетивший Индию в 1565—1579 годах, упоминает в своих записях 1578 года место Баттор. По его описанию, это было место, до которого могли дойти большие корабли по Хугли, и где располагались доки для разгрузки и погрузки товаров этих судов. Это место отождествляется с современным месторасположением Хаоры.
В 1713 году совет Бенгалии Британской Ост-Индской компании, по вступлении императора Фарруксияра на престол Дели, направила к нему делегацию с ходатайством о передачи под контроль компании пяти деревень на западном берегу реки Хугли и тридцати деревень на восточном. Список деревень обозначен в консультационной книге бенгальского совета от 4 мая 1714 года. Пятью деревнями на западном берегу были: Салика, Хаура, Касундеах, Рамкришнапур и Батор, все деревни находились на территории современной Хаоры. Ходатайство было удовлетворено за исключением этих пяти деревень. К 1728 году большинство деревень в данном районе относились к одной из двух зон: Бурдван или Мухамманд Аминпур. После Битвы при Плесси в соответствии с договором подписанным с навабом Бенгалии Миром Касимом 11 октября 1760 года, район Хаура перешёл под контроль Ост-Индской Компании. В 1787 году был создан район Хугли, и до 1819 года в него была включена вся современная территория Хаоры.
С созданием Хаорского железнодорожного вокзала в 1854 году начался бурный промышленный рост города. В 1855 году начала работу первая джутовая фабрика, к 1870 году близ станции работало уже пять джутовых производств.
К 1914 году почти все крупные города Индии были соединены железной дорогой и увеличение спроса на подвижной состав и его ремонт привели к созданию в городе железнодорожных ремонтных мастерских. Бум машиностроения продолжался до конца Второй мировой войны и привёл к быстрой бесконтрольной урбанизации — появлению районов трущоб вокруг промышленных предприятий.

## Демография
По данным индийской переписи 2001 года в Хаоре проживает 1 008 704 человек. Мужчины составляют 54 % населения, женщины 46 %. Уровень грамотности в городе составляет 77 % что выше среднего значения по стране в 59,5 %; грамотность среди мужчин составляет 81 %, среди женщин 73 %. В Хаоре 9 % населения в возрасте до 6 лет.
По данным индийской переписи 1896 года в городе проживало всего 84 069 человек, в 1901 году в Хаоре проживало уже 157 594 человек. Такой стремительный рост численности объясняется быстрым промышленным ростом и наличием большого количества вакантных рабочих мест. В этот период осуществляется 100%-ное увеличение мужского населения, в то время как численность женского населения выросла только на 60 %.

## Промышленность
Burn Standard Company (BSCL, созданная в 1781 году) — крупная компания тяжелого машиностроения, которая является сейчас частью Bharat Bhari Udyog Nigam Limited (BBUNL), старейшее производство в Хаоре.
В 1823 году епископ Реджинальд Хевер описал район Хаору как место населённое в основном корабелами. Завод красок «Shalimar» основанный в 1902 году был первым крупным красочным заводом не только в Индии, но и во всей Юго-Восточной Азии.
После разделения Бенгалии в 1947 году сильно пострадала джутовая промышленность так как основные площади производства джута оказались на территории Восточного Пакистана (ныне Бангладеш).
Хаору часто называют «Шеффилдом востока», так как он является инженерным концентратором главным образом в области легкого машиностроения. Небольшие инженерные компании расположены по всему городу, особенно много их в районе железнодорожного вокзала Хаоры.
Несмотря на то что город входит в число крупнейших агломераций, в нём очень плохо развита инфраструктура как следствие взрывного роста в прошлом веке. В связи с этим Хаора продолжает испытывать многолетние проблемы, такие как дорожные заторы, перенаселение, загрязнение окружающей среды. Свою лепту вносит также миграция из сельскохозяйственных районов Индии и соседних стран, иммигрантов привлекает в Хаору дешёвое жизнеобеспечение и наличие рабочих мест.
Но в последнее время была проделана большая работа по расширению национальных автомагистралей и дорог в городе. Эти мероприятия как ожидается помогут в улучшении движения. Требуется дальнейшее увеличение строительства дорог и организации пассажирских перевозок, так как в Хаоре строятся много новых производств, также перестраиваются старые промышленные предприятия, всё это приведёт к дальнейшему росту населения, и ухудшению транспортной обстановки в городе.

## Транспорт
Железнодорожный вокзал Хаоры является одним из основных транспортных узлов Хаоры, Колкаты, и других соседних районов. Он был построен в 1854 году, когда была подведена железная дорога, соединившая город со всем районом Бардхаман.
Эта станция входит сразу в два подразделения Indian Railways: Восточную Железную Дорогу и Юго-Восточную железную дорогу; через которые она связана со всеми крупными городами Индии. Также вокзал входить в пригородную железнодорожную сеть Калькутты. В черте города находится ещё шесть станций: Тикиапара, Даснагар, Рамраджатала, Сантрагачхи, Падмапукур и Шалимар. Все эти станции расположены на Юго-Восточной железной дороге. Следующая станция после вокзала на Восточной железной дороге — это Лилунах, которая находится в муниципальном округе Белл. Тикиапара, Даснагар, Рамраджатала и Падмапукур являются небольшими станциями пригородного сообщения. Сантрагачхи представляет собой крупный железнодорожный узел. Шалимар с момента своего создания в 1883 году, служил грузовым терминалом и также как депо. В последнее время в связи с возросшей нагрузкой на другие станции, Шалимар стал обслуживать поезда пригородного и междугороднего сообщения.
Через реку Хугли между Хаорой и Калькуттой построено два моста. Мост Хаора, представляющий собой консольную конструкцию, и вантовый мост Видьясагар-Сет. Кроме того, между городами побратимами налажено паромное сообщение введенное в 1970-х годах. На стороне Хаоры находится четыре пристани: Рамкришнапур, Шибпур, Шалимар и Назирганж.
Общая протяженность в Хаоре составляет примерно 300 км. Одной из наиболее важных дорог является Grand Trunk Road, которая начинается от Индийского Ботанического сада. Эта дорога была построена Департаментом общественных работ британской администрации. Работа по проекту была начата в 1804 году.
В 1990-х были построены дороги, соединяющие мост Видьясагар-Сет с основными магистралями города. Одной из самых важных является Kona Expressway протяженностью 8 км, которая была построена Kolkata Metropolitan Development Authority (KMDA). Эта дорога служит подъездом к Калькутте (через Видьясагар-Сет) от Национального шоссе 2 (NH 2) и, следовательно, является частью Золотой Четырёхсторонней дороги. Около Нибры Kona Expressway соединяется также с Национальным шоссе 6 (NH 6).

## Достопримечательности

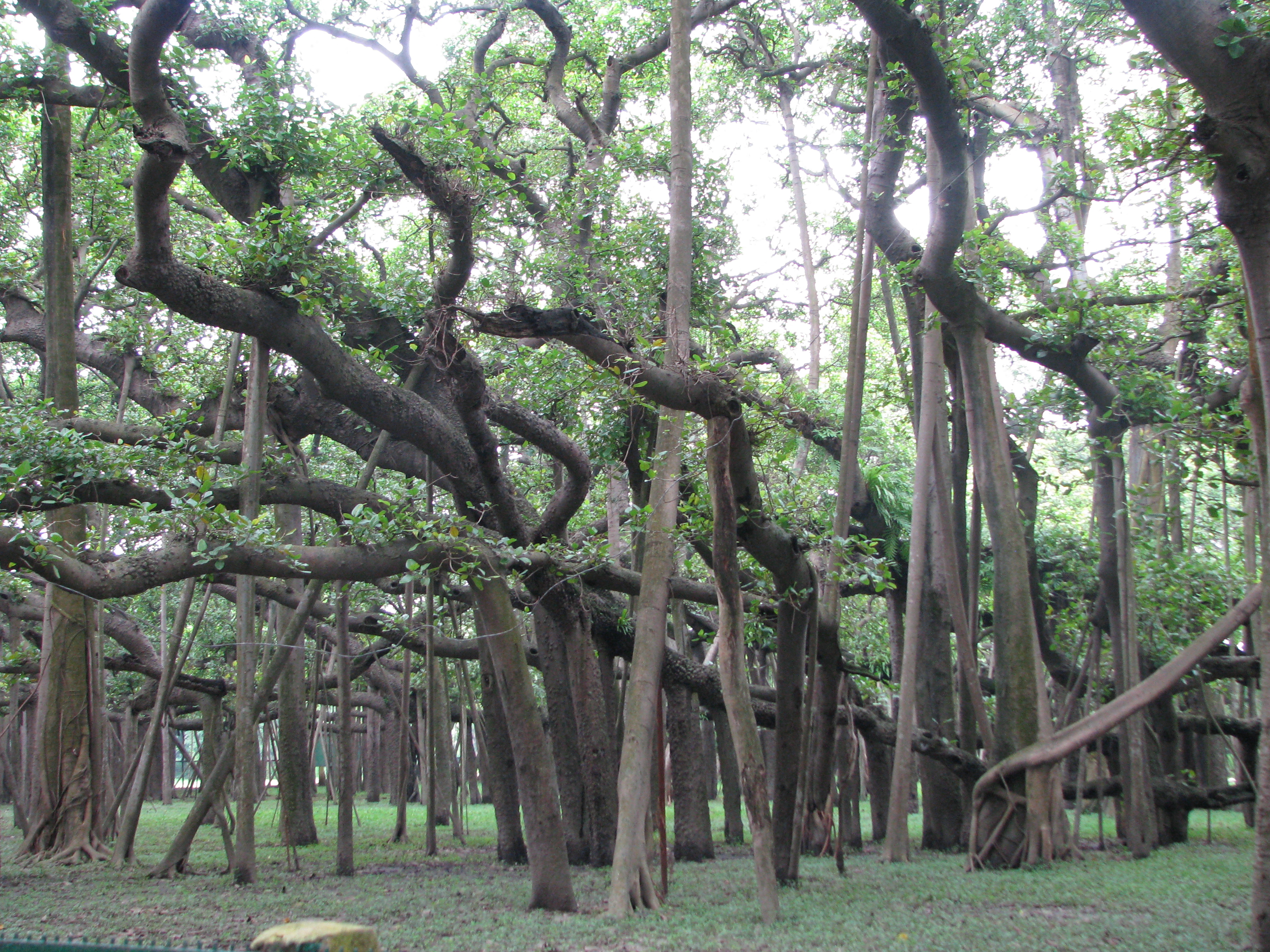
Великий баньян

Район Шибпур в Хаоре уже на протяжении веков ассоциируется с огромным деревом — Великим баньяном, имеющим наибольшую площадь кроны в мире. Баньян продолжает расти и по сей день, занимая всё новые кварталы города и выглядит как лес сам по себе.
В 1786 году британцы учредили Индийский ботанический сад, расположенный между Великим баньяном и рекой Хугли.
Расположенный в Шибпур Бенгальский инженерный колледж является вторым старейшим инженерным колледжем в Индии.
В Рамраджатале находится известный храм Рамы, большие богослужения проводятся здесь каждый год в последнее воскресение месяца Шравана.
Недалеко от железнодорожного вокзала находится большое озеро Сантрагачхи, которое привлекает множество перелётных птиц в зимнее время. Малая свистящая утка является наиболее многочисленным видом, представленным здесь. Министерство лесного хозяйства штата Западная Бенгалия намеревается учредить охранную природную зону на территории озера.